# Попова Людмила Геннадіївна
Людмила Геннадіївна Попо́ва (29 червня 1930, Одеса — 25 листопада 2019, Одеса) — український графік; член Спілки радянських художників України з 1970 року. Дружина живописця Олексія Попова.

## Біографія
Народилася 29 червня 1930 року в місті Одесі (нині Україна). 1954 року закінчила Одеське художнє училище, де навчалася у Михайла Жука, Михайла Зоріна, Володимира Путейка.
Мешкала в Одесі в будинку на вулиці Торгововій, № 2, квартира № 4. Померла в Одесі 25 листопада 2019 року.

## Творчість
Працювала у галузі станкової графіки, пейзажі, акварельні натюрморти. Серед робіт:
- «Чорногузи» (1963);
- «Одеський маяк» (1964);
- «Потьомкінські сходи» (1964);
- «Одеса з моря» (1964);
- «Весна. Одеса» (1965);
- «Яхти» (1967);
- «Одеса. Катеринівська вулиця» (1968);
- «Оперний театр» (1968);
- «Троянди» (1969);
- серія «Натюрморт і квіти» (1969);
- «Яблука та кераміка» (1974);
- «З вікна майстерні» (1979);
- «Київська весна» (1982);
- «Іллічівськ. На судноремонтному заводі» (1985);
- «Сільський натюрморт» (1986);
- «Іриси» (1997).

Брала участь у мистецьких виставках з 1956 року.